# Marquesado de Arecibo
El marquesado de Arecibo es un título nobiliario español creado por la reina regente María Cristina de Habsburgo Lorena durante la minoría del rey Alfonso XIII y concedido a Gregorio de Ledesma y Navajas, diputado a Cortes por Arecibo (Puerto Rico), el 12 de julio de 1889 por real decreto y el 10 de julio de 1891 por real despacho.
Fue rehabilitado en dos ocasiones: por Francisco Franco, recayendo en María de Ledesma y Figueroa y por Juan Carlos I, recayendo en Ángel Alberto Amy Moreno.

## Marqueses de Arecibo
|                                     | Titular                       | Periodo                   |
| Creación por Alfonso XIII           | Creación por Alfonso XIII     | Creación por Alfonso XIII |
| ----------------------------------- | ----------------------------- | ------------------------- |
| I                                   | Gregorio de Ledesma y Navajas | 1889-1898                 |
| Rehabilitación por Francisco Franco |                               |                           |
| II                                  | María de Ledesma y Figueroa   | 1960-1977                 |
| Rehabilitación por Juan Carlos I    |                               |                           |
| III                                 | Ángel Alberto Amy Moreno      | 2012-2014                 |
| IV                                  | Enrique de Ledesma Sanchiz    | 2021-2022                 |
| V                                   | Álvaro de Ledesma Sanchiz     | 2022-actualidad           |

## Historia de los marqueses de Arecibo
La lista de sus titularecs es la que sigue:
- Gregorio de Ledesma y Navajas[1] (1835-1898), I marqués de Arecibo, diputado a Cortes por Utuado, Puerto Rico (1871), teniente coronel jefe del batallón de voluntarios de Arecibo, Puerto Rico (1884), jefe del partido «Incondicionalmente Español», gran cruz de la Orden de Isabel la Católica (1871) y comendador de la Orden de Carlos III (1869).

Casó con Micaela Figueroa y Giráu. El 6 de mayo de 1960 le sucedió, por rehabilitación, su hija:
- María de Ledesma y Figueroa, II marquesa de Arecibo.

Casó con Ángel Moreno y Chorot. El 12 de septiembre de 2012 le sucedió, por rehabilitación, su nieto:
- Ángel Alberto Amy Moreno, III marqués de Arecibo.[3]

El 16 de marzo de 2021 le sucedió:
- Enrique de Ledesma Sanchiz, IV marqués de Arecibo[4] y VIII conde de Piedrabuena.

El 8 de junio de 2022 le sucedió por cesión su hermano:
- Álvaro de Ledesma y Sanchiz, (n. Madrid, 20 de octubre de 1962) V marqués de Arecibo.[5]

Casó en 2005 con Delia Moreno y de Borbón-Dos Sicilias (n. Jerez de la Frontera, 30 de agosto de 1972), hija de los marqueses de Laserna, padres de dos hijos: Alicia de Ledesma y Moreno y Enrique de Ledesma y Moreno